# Meet the Feebles
Meet the Feebles è un film neozelandese del 1989 diretto da Peter Jackson.

## Trama
Alla vigilia del ritorno in scena del più famoso spettacolo di varietà del mondo, il Meet The Feebles Variety Hour. La prima donna Heidi, ha un crollo psicologico quando scopre che Bletch, suo amore oltre che agente e direttore dello spettacolo, la tradisce con una micetta. Attorno a loro, i vari co-protagonisti dello show vivono i loro drammi, mentre si avvicina l'ora di andare in scena.

## Personaggi
- Robert (Wobert) (riccio) - Un nuovo membro della troupe. Non ha vizi. S'innamora di Lucille. Ha anche un problema di comunicazione causato da un rotacismo.
- Bletch (tricheco) - Il malvagio capo della troupe. Egli agisce in veste di produttore della troupe dei Feebles, ma gestisce anche un traffico di droga e pornografia. Egli ha un rapporto a lungo termine con Heidi, mentre ha una relazione adulterina con Samantha.
- Heidi (ippopotamo) - una cantante e ballerina, è la grande star dello spettacolo. Ha una relazione con Bletch. Ha tendenza bipolari e quando è sconvolta, mangia troppo.
- Lucille (barboncino) - Corista innamorata di Robert dopo che lui l'ha corteggiata. Ad un certo punto, Trevor la droga e la violenta.
- Trevor (ratto) - Scagnozzo di Bletch. Dirige film porno e il traffico di droga, ma viene ucciso da Heidi.
- Arthur (verme) - L'amichevole direttore di scena. Il suo aspetto ricorda quello di un bibliofilo. È un avido fumatore di sigari.
- Sebastian (volpe) - Direttore di scena omosessuale con un debole per la sodomia. Si presume che abbia perso un occhio durante gli eventi del film.
- Wynyard (rana) - Veterano del Vietnam schiavo di droghe e farmaci che ha dei flashback sulla guerra ed è un lanciatore di coltelli nello spettacolo. Uccide accidentalmente se stesso con uno dei suoi coltelli.
- Samantha (gatto) - Showgirl e amante di Bletch.
- Harry (coniglio) - MC che presumibilmente soffre di AIDS. Soffre anche di mixomatosi.
- Fly-in-the-sky (mosca) - Stereotipo del paparazzo comune intenzionato a rompere la storia di Harry. Dopo averla pubblicata, Bletch e Trevor lo rintracciano, gli tolgono le ali e lo gettano nel water.
- Sidney (Sid) (elefante) - Addestratore di animali che pensa di avere una terribile sfortuna. Ha avuto un relazione con Sandy dal quale ha poi partorito un figlio ibrido di nome Seymour. Anche se inizialmente nega di essere suo padre (anche se è evidente), quando quest'ultimo è minacciato di morte alla fine del film, Sid lo riconosce e corre in suo soccorso.
- Sandy (gallina) - Ha avuto un figlio da Sidney.
- Seymour (ibrido) - Figlio di Sidney e Sandy. È mezzo elefante e mezzo gallina.
- Barry (bulldog) - Autista e scagnozzo di Bletch. Dopo aver razziato il porto con Trevor e Bletch per ottenere la droga, un ragno gigante gli stacca la testa con un morso.
- Giant spider (ragno) - Una sentinella del capannone 11. Dopo aver ucciso Barry si arrampica sulla limousine cercando di uccidere Trevor e Bletch, ma viene ucciso da Trevor.
- Dennis (formichiere) - Dopo la morte del "Masochista mascherato", viene convinto da Trevor a prendere parte in un film porno. Sembra che quello che cola dal naso sia sperma. Muore dopo aver sniffato del borace.
- Abi (umano) - L'unico personaggio umano (ma sempre pupazzo), contorsionista e incantatore di serpenti indiano. Muore schiacciato da un letto di chiodi.
- Cedric (cinghiale) - Un cinghiale scozzese che fa parte di una grande gang, giocatore di golf e cerca di raggirare Bletch in un traffico di droga. Viene ucciso trafitto da un coltello di Barry.
- Louie (cane) - Braccio destro di Cedric che è lo stereotipo del "rognoso cane bastardo". Viene ucciso dagli scagnozzi di Bletch assumendo con la forza del borace dopo che Bletch ha scoperto che il traffico di droga era una truffa.
- Mr. Big (balena) - Boss di Cedric e Louie. Bletch ordina a Trevor di guidare la sua auto attraverso la bocca di Mr. Big per poi uscire dall'ano.
- Madame Bovine (mucca) - Protagonista del film porno di Trevor. Dopo le riprese del porno non viene più vista.
- "Il Masochista Mascherato" (weta) - Attore del film porno di Trevor. Muore dopo che Madame Bovine accidentalmente lo schiaccia.
- Dorothy (pecora) - Uno dei pochi personaggi secondari di cui viene citato il nome.
- Dr. Quack (papera) - Dottore di Harry che gli dice della sua malattia, ma poi gli dice la verità quando scopre cosa fosse veramente.

## Distribuzione
Il film è tuttora inedito in Italia.

## Riconoscimenti
- 1990 - New Zealand Film and TV Awards
  - Film Award
- 1991 - Fantafestival
  - Miglior attrice
  - Miglior regia
  - Migliori effetti speciali